# Municipio de Indian Creek (Misuri)
El municipio de Indian Creek (en inglés: Indian Creek Township) es un municipio ubicado en el condado de Monroe en el estado estadounidense de Misuri. En el año 2010 tenía una población de 160 habitantes y una densidad poblacional de 3,32 personas por km².

## Geografía
El municipio de Indian Creek se encuentra ubicado en las coordenadas 39°34′40″N 91°48′3″O / 39.57778, -91.80083. Según la Oficina del Censo de los Estados Unidos, el municipio tiene una superficie total de 48.12 km², de la cual 47,92 km² corresponden a tierra firme y (0,41 %) 0,2 km² es agua.

## Demografía
Según el censo de 2010, había 160 personas residiendo en el municipio de Indian Creek. La densidad de población era de 3,32 hab./km². De los 160 habitantes, el municipio de Indian Creek estaba compuesto por el 95 % blancos, el 2,5 % eran afroamericanos, el 0,63 % eran asiáticos y el 1,88 % eran de una mezcla de razas. Del total de la población el 2,5 % eran hispanos o latinos de cualquier raza.